# Wallace Clement Sabine

Wallace Sabine

Wallace Clement Sabine (* 13. Juni 1868; † 10. Januar 1919) war ein amerikanischer Physiker und Pionier auf dem Gebiet der Raumakustik.

## Leben und Wirken
Sabine studierte an der Ohio State University und schloss 1886 mit erst 18 Jahren sein Studium ab. Im Anschluss begann er ein Graduiertenstudium an der Harvard University, machte jedoch nie seinen Ph.D. Trotzdem bekam er eine Physik-Professur in Harvard. Da man dort mit der Akustik eines neuen Lehrsaals unzufrieden war, beauftragte man Sabine, dem nachzugehen. Er entwickelte dabei von 1910 bis 1915 Grundlagen der Raumakustik. Er gründete auch das Riverbank Akustik-Labor in Geneva (Illinois), das später von seinem entfernten Cousin Paul Sabine zu einem führenden Akustiklabor ausgebaut wurde. Er berechnete die Akustik für die Symphony Hall in Boston und die Fogg Lecture Hall.
Wallace Clement Sabine entwickelte als erster Kenngrößen für die Nachhallzeit, Schallabsorption und Schalltransmission in Gebäuden. Die Maßeinheit Sabin der Schallabsorption ist nach ihm benannt.
Die Sabine'sche Gleichung für die Nachhallzeit ist eines der wichtigsten Werkzeuge für die quantitative Beschreibung der Akustik eines Raumes:
{\displaystyle T={\frac {V}{A}}\cdot 0{,}161\,\mathrm {\frac {s}{m}} }
wobei
- {\displaystyle T} die Nachhallzeit
- {\displaystyle V} das Volumen des beschallten Raum
- {\displaystyle A} die totale Absorptionsfläche des Raums ist.

Diese empirisch von Sabine gefundene Formel wurde 1929 durch die Physiker Kurt Schuster und Erich Waetzmann sowie unabhängig davon auf anderem Wege durch Carl F. Eyring theoretisch hergeleitet.
1894 wurde Sabine in die American Academy of Arts and Sciences gewählt, 1917 in die National Academy of Sciences.

## Schriften
- Collected Papers On Acoustics Cambridge: Harvard University Press, 1923